# Rajon Tscherkassy
Der Rajon Tscherkassy (ukrainisch Черкаський район/Tscherkaskyj rajon; russisch Черкасский район/Tscherkasski rajon) ist eine Verwaltungseinheit innerhalb der Oblast Tscherkassy im Herzen der Ukraine, der Verwaltungssitz befindet sich in der Stadt Tscherkassy.

## Geschichte
Der Rajon wurde am 7. März 1923 gegründet  und bestand bis 1930, als er aufgelöst und dem Okrug Schewtschenko/Tscherkassy zugeschlagen wurde. 1932 wurde er erneut erschaffen und der Oblast Kiew untergeordnet. 1954 wurde der Rajon dann ein Teil der neu erschaffenen Oblast Tscherkassy, seit 1965 besteht er in seinen heutigen Grenzen, seit 1991 gehört er zur heutigen Ukraine.
Am 17. Juli 2020 kam es im Zuge einer großen Rajonsreform zur Auflösung des alten Rajons und einer Neugründung unter Vergrößerung des Rajonsgebietes um die Rajone Horodyschtsche, Kamjanka, Kaniw, Smila und Tschyhyryn, Teile des Rajons Korsun-Schewtschenkiwskyj sowie der bis dahin unter Oblastverwaltung stehenden Städte Tscherkassy, Kaniw und Smila.

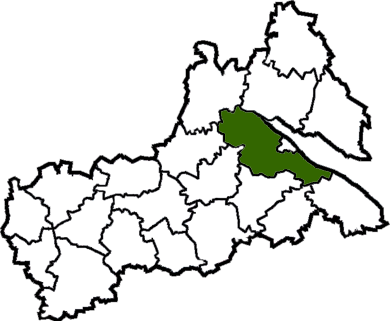
Rajon Tscherkassy bis Juli 2020
Rajonsgebiet ab Juli 2020

## Geographie
Der Rajon liegt im Osten der Oblast Tscherkassy und grenzt im Norden an den Rajon Boryspil (in der Oblast Kiew gelegen), im Nordosten an den Rajon Solotonoscha, im Osten an den Rajon Krementschuk (in der Oblast Poltawa gelegen), im Südwesten an den Rajon Oleksandrija (in der Oblast Kirowohrad gelegen), im Süden an den Rajon Kropywnyzkyj (Oblast Kirowohrad), im Südwesten an den Rajon Nowoukrajinka (Oblast Kirowohrad), im Westen an den Rajon Swenyhorod sowie im Nordwesten an den Rajon Obuchiw (Oblast Kiew).
Bis Juli 2020 grenzte er im Norden an den Rajon Solotonoscha, im Nordosten an den Rajon Tschornobaj, im Südosten an den Rajon Tschyhyryn, im Süden auf einem kurzen Stück an den Rajon Kamjanka und den Rajon Smila, im Südwesten an den Rajon Horodyschtsche, im Westen an den Rajon Korsun-Schewtschenkiwskyj sowie im Nordwesten an den Rajon Kaniw.
Der Rajon liegt im Dneprhochland und wird im Nordosten durch den hier zum Krementschuker Stausee angestauten Dnepr begrenzt, weitere Flüsse sind der Tjasmyn und die Wilschanka (Вільшанка), dabei ergeben sich Höhenlagen zwischen 90 und 200 Metern, Teile des Gebiets sind bewaldet.

## Administrative Gliederung
Auf kommunaler Ebene ist der Rajon in 26 Hromadas (7 Stadtgemeinden und 19 Landgemeinden) unterteilt, denen jeweils einzelne Ortschaften untergeordnet sind.
Zum Verwaltungsgebiet gehören:
- 7 Städte
- 2 Siedlungen städtischen Typs
- 204 Dörfer
- 31 Ansiedlungen

Die Hromadas sind im Einzelnen:
- Stadtgemeinde Tscherkassy
- Stadtgemeinde Horodyschtsche
- Stadtgemeinde Kamjanka
- Stadtgemeinde Kaniw
- Stadtgemeinde Korsun-Schewtschenkiwskyj
- Stadtgemeinde Smila
- Stadtgemeinde Tschyhyryn
- Landgemeinde Balakleja
- Landgemeinde Beresnjaky
- Landgemeinde Bilosirja
- Landgemeinde Bobryzja
- Landgemeinde Budyschtsche
- Landgemeinde Lesky
- Landgemeinde Lipljawe
- Landgemeinde Medwediwka
- Landgemeinde Mlijiw
- Landgemeinde Moschny
- Landgemeinde Mychajliwka
- Landgemeinde Nabutiw
- Landgemeinde Rotmistriwka
- Landgemeinde Ruska Poljana
- Landgemeinde Sahuniwka
- Landgemeinde Stepanzi
- Landgemeinde Stepanky
- Landgemeinde Terniwka
- Landgemeinde Tscherwona Sloboda

Bis Juli 2020 war er auf kommunaler Ebene in eine Siedlungsratsgemeinde und 22 Landratsgemeinden unterteilt, denen jeweils einzelne Ortschaften untergeordnet waren.
Zum Verwaltungsgebiet gehörten:
- 1 Siedlung städtischen Typs
- 35 Dörfer
- 3 Siedlungen

### Siedlungen städtischen Typs
| Siedlungen städtischen Typs | Siedlungen städtischen Typs | Siedlungen städtischen Typs |
| Name                        | Name                        | Name                        |
| ukrainisch transkribiert    | ukrainisch                  | russisch                    |
| --------------------------- | --------------------------- | --------------------------- |
| Irdyn                       | Ірдинь                      | Ирдынь                      |

### Dörfer und Siedlungen
| Dörfer                   | Dörfer          | Dörfer                                  | Dörfer             |
| Name                     | Name            | Name                                    | Gemeindezuordnung  |
| ukrainisch transkribiert | ukrainisch      | russisch                                | Gemeindezuordnung  |
| ------------------------ | --------------- | --------------------------------------- | ------------------ |
| Bajbusy                  | Байбузи         | Байбузы (Baibusy)                       | Bajbusy            |
| Bilosirja                | Білозір'я       | Белозорье (Belosorje)                   | Bilosirja          |
| Chazky                   | Хацьки          | Хацки (Chazki)                          | Chazky             |
| Dubijiwka                | Дубіївка        | Дубиевка (Dubijewka)                    | Dubijiwka          |
| Heronymiwka              | Геронимівка     | Геронимовка (Geronimowka)               | Heronymiwka        |
| Jasnosirja               | Яснозір'я       | Яснозорье (Jasnosorje)                  | Jasnosirja         |
| Lesky                    | Леськи          | Леськи (Leski)                          | Lesky              |
| Moschny                  | Мошни           | Мошны                                   | Moschny            |
| Ruska Poljana            | Руська Поляна   | Русская Поляна (Russkaja Poljana)       | Ruska Poljana      |
| Sahuniwka                | Сагунівка       | Сагуновка (Sahunowka)                   | Sahuniwka          |
| Swydiwok                 | Свидівок        | Свидовок (Swidowok)                     | Swydiwok           |
| Tscherwona Sloboda       | Червона Слобода | Червоная Слобода (Tscherwonaja Sloboda) | Tscherwona Sloboda |
| Siedlungen               |                 |                                         |                    |
| Bassy                    | Баси            | Басы                                    | Bilosirja          |
| Sakrewky                 | Закревки        | Закревки (Sakrewki)                     | Bajbusy            |
| Sokyrna                  | Сокирна         | Сокирна (Sokirna)                       | Swydiwok           |